# Aleksandar Dragović
Aleksandar Dragović (ur. 6 marca 1991 w Wiedniu) – austriacki piłkarz serbskiego pochodzenia występujący na pozycji obrońcy, były reprezentant Austrii.

## Życiorys
Piłkarz urodził się w Wiedniu, w rodzinie serbskiego pochodzenia.

## Kariera klubowa
W 1997 roku rozpoczął treningi w Austrii Wiedeń.
W 2008 roku został włączony do drużyny rezerw Austrii Wiedeń. W barwach tej drużyny w maju 2008 roku zadebiutował w Erste Lidze. W 2008 roku został również włączony do pierwszej drużyny Austrii. W austriackiej Bundeslidze zadebiutował 13 lipca 2008 roku w zremisowanym 2:2 meczu z Kapfenbergerem SV. W 2009 roku zdobył z klubem Puchar Austrii, a także zajął z nim trzecie miejsce w lidze.
W styczniu 2011 roku podpisał kontrakt ze szwajcarskim FC Basel, z którym zdobył trzy mistrzostwa Szwajcarii. Od lipca 2013 przez trzy lata był zawodnikiem ukraińskiego Dynama Kijów. Ze stołecznym klubem zdobył dwa krajowe dublety oraz jeden Superpuchar kraju. W sierpniu 2016 został zawodnikiem Bayeru Leverkusen – gdzie występował przez pięć lat, z roczną przerwą na wypożyczenie do angielskiego Leicester City.
Od sezonu 2021/22 jest zawodnikiem serbskiej FK Crvenej zvezdy.

## Kariera reprezentacyjna
Dragović jest byłym reprezentantem Austrii U-16, U-17 oraz U-19.
W pierwszej reprezentacji Austrii zadebiutował 6 czerwca 2009 roku w przegranym 0:1 towarzyskim meczu z Serbią. Był w kadrze Austrii na Mistrzostwach Europy 2016 i Mistrzostwach Europy 2020.

## Sukcesy

### Klubowe
Austria Wiedeń
- Puchar Austrii: 2008/09

Basel
- Swiss Super League: 2010/11, 2011/12, 2012/13
- Puchar Szwajcarii: 2011/2012

Dynamo Kijów
- Premier-liha: 2014/15, 2015/16
- Puchar Ukrainy: 2013/14, 2014/15
- Superpuchar Ukrainy: 2016

Crvena zvezda
- Super liga Srbije: 2021/22, 2022/23, 2023/24
- Puchar Serbii: 2021/22, 2022/23, 2023/24